# Libero Andreotti

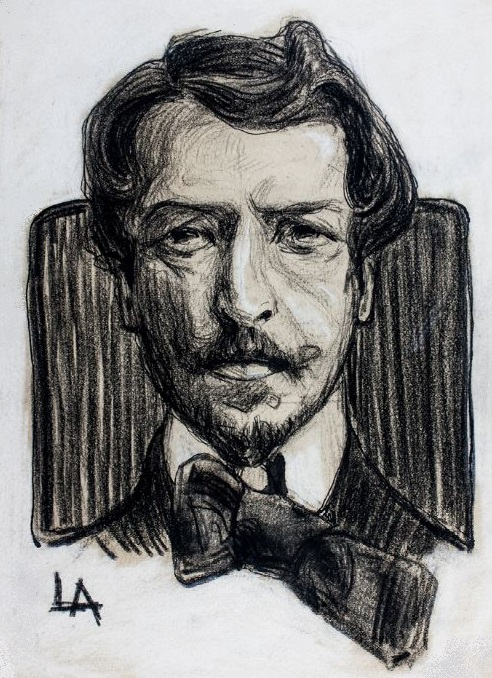
Libero Andreotti

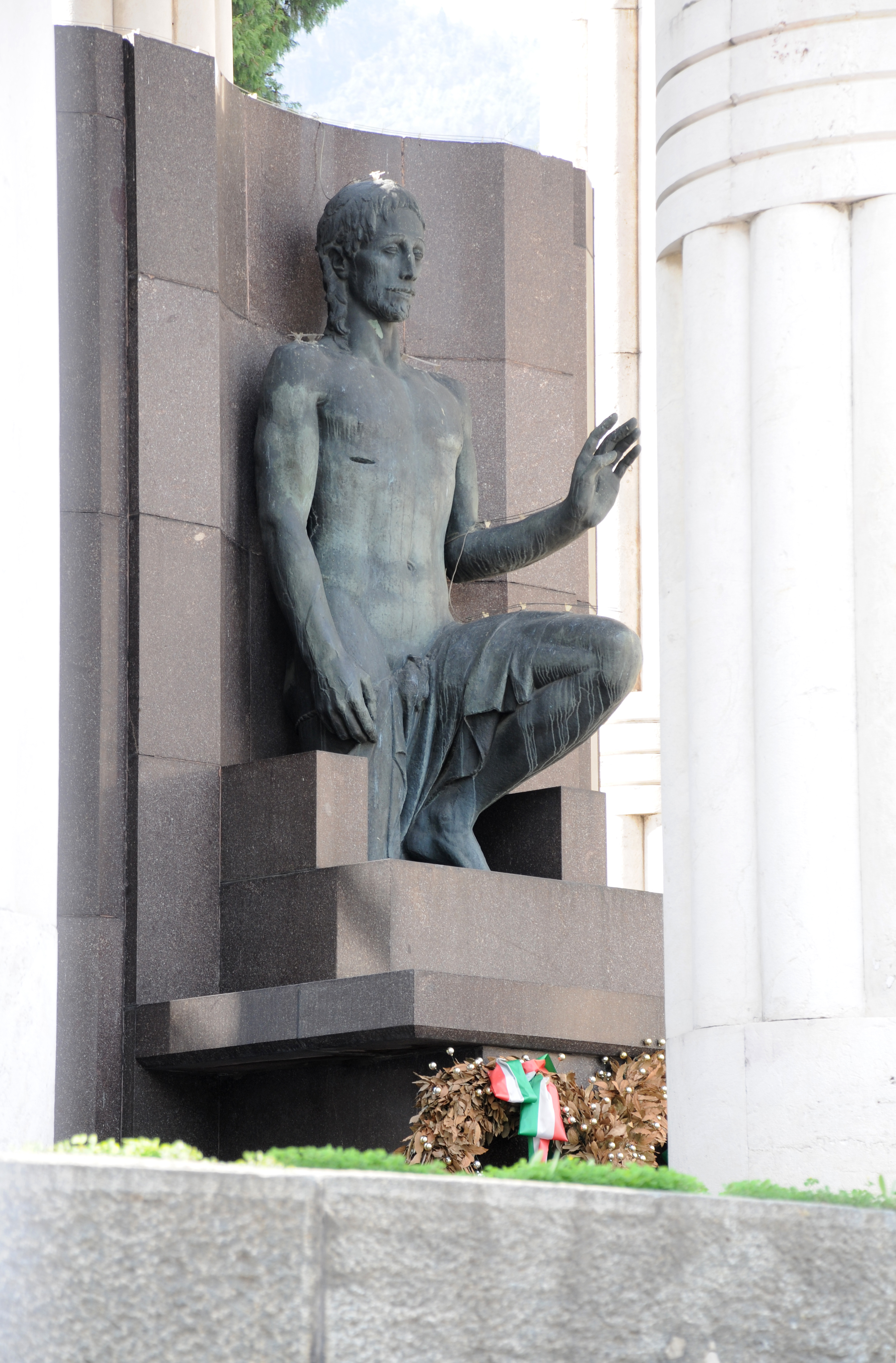
Christus der Erlöser, Bronzeplastik von Libero Andreotti im Siegesdenkmal Bozen

Libero Andreotti (* 15. Juni 1875 in Pescia; † 4. April 1933 in Florenz) war ein italienischer Bildhauer.
Libero Andreottis Werke haben einen starken und weit verbreiteten Einfluss auf die italienische Skulptur ausgeübt.

## Leben
Im Alter von acht bis von siebzehn Jahren arbeitete er in einer Schmiede. In Lucca begegnete er Alfredo Caselli und dem Dichter Giovanni Pascoli, die ihn in künstlerische und kulturelle Belange einführten. Ein Onkel fand für ihn Arbeit in Palermo an der dortigen Landron-Bibliothek, wo er als Illustrator der sozialistischen Wochenzeitung „La battaglia“ angestellt wurde.
Enttäuscht vom sizilianischen Milieu kehrte er in die Toskana nach Florenz zurück, wo er die Tätigkeit als Illustrator, Karikaturist und Keramiker fortsetzte.
Später in Mailand begann er sich im kleineren Maße der Bildhauerei zu widmen. Hilfe und Unterstützung erhielt er vom Kunsthändler Grubicy, der sein Talent erkannte und ihn zur Biennale von Venedig und daraufhin nach Paris brachte.
Der Pariser Aufenthalt war wichtig, er erlaubte ihm seine Provinzialität abzulegen und neue technische Kompetenzen zu erwerben. Mit dem Ausbruch des Ersten Weltkrieges musste er nach Italien zurückkehren.
Er schloss eine tiefe und vorteilhafte Freundschaft mit dem Kritiker Ugo Ojetti, der ihn an die größeren Kunstzentren Norditaliens vermittelte.
Im Jahr 1922 erhielt er den ersten Großauftrag (das Gefallenen-Denkmal von Roncade), es folgten Arbeiten an den Denkmälern von Saronno, an der Basilica von S. Croce in Florenz und am Siegesdenkmal Bozen.
Die letzten Jahre seines Lebens verbrachte er in Florenz, wo er vom städtischen kulturellen Milieu beseelt wurde.
Er ist auf dem Friedhof Porte Sante in San Miniato al Monte begraben.

## Einfluss
In den 1980ern erwarb die Stadt Pescia eine bedeutende Menge an Gipsabgüssen Andreottis, die ihm als Grundlage für seine Werke gedient hatten. Sie bilden die Gipsothek Libero Andreotti, die in den Räumen des alten Rathauses untergebracht ist.
Seine Geburtsstadt Pescia richtete 1992 im Palagio ein Museum ein, in dem insgesamt 230 Gipsmodelle seiner Werke ausgestellt sind.

## Kunstmarkt
Bei einer Bertolani Fine Art Roma-Auktion im Jahr 2018 wurde Libero Andreottis „Classic Conversation“ (The Classic Conversation, 1927), ein weißes Porzellan mit Gio Ponti, für 82.500 Euro zuzüglich Auktionsgebühren versteigert.